# Aglaophenia acanthocarpa
Aglaophenia acanthocarpa is een hydroïdpoliep uit de familie Aglaopheniidae. De poliep komt uit het geslacht Aglaophenia. Aglaophenia acanthocarpa werd in 1876 voor het eerst wetenschappelijk beschreven door Allman. 